# Junkers A 32
Junkers A 32 – niemiecki samolot wielozadaniowy, wyprodukowany w firmie Junkers.

## Historia
Był to metalowy dolnopłat, pomyślany jako samolot wielozadaniowy: pocztowy, kurierski i szkoleniowy. Oferował jedno miejsce dla pilota i dwa dla pasażerów. Z powodu braku chętnych na kupno został zbudowany tylko w dwóch egzemplarzach. Pierwszy egzemplarz uległ zresztą katastrofie na początku listopada 1927 roku, w której zginął pilot Karl Plauth.